# Kemmel
Pour le mont, voir Mont Kemmel.
Kemmel est une section de la commune belge de Heuvelland située en Région flamande dans la province de Flandre-Occidentale. C'était une commune à part entière avant la fusion des communes de 1977.

## Géographie
Kemmel est célèbre pour son point culminant, le mont Kemmel, qui culmine à 154 m et fait souvent juge de paix de courses cyclistes avec des pentes dépassant les 20 %.

## Démographie

### Évolution démographique
- Sources : INS, Rem. : 1831 jusqu'en 1970 = recensements, 1976 = nombre d'habitants au 31 décembre[2].

## Histoire
Joseph Louis de Navigheer de Kemmel est seigneur de Kemmel au XVIIIe siècle. Il a épousé Marie Sabine de Ghellinck. Leur fille Thérèse Joseph Isabelle Colette de Navigheer de Kemmel nait à Ypres en août 1763 (baptisée le 30 août 1763). Elle se marie le 13 février 1787 avec Louis Robert Aronio (1750-1831, mort à 81 ans), écuyer, seigneur de Fontenelle, bourgeois de Lille, inscrit au rôle des nobles de Flandre en 1775.
La commune a été très touchée par les combats de la Première Guerre mondiale ; on y trouve depuis le cimetière militaire de Suffolk.

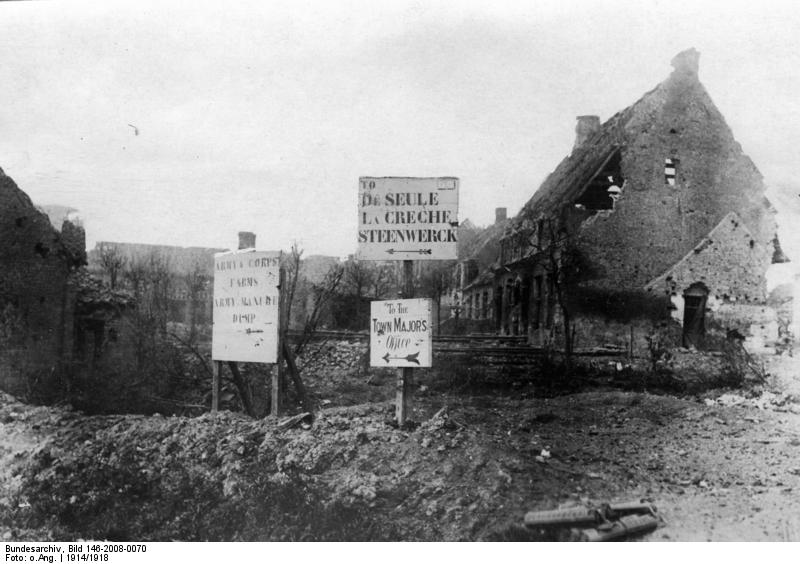
Séquelles des violents combats de Flandre, 1914.